# 栄町 (浜松市)
栄町（さかえまち）は静岡県浜松市中央区の町名。丁番を持たない単独町名である。住居表示未実施。

## 地理
浜松市中央区の中心部に位置する。東で大工町、西で鴨江一丁目、南で元魚町、北で鴨江町及び利町と接する。

### 学区
- 浜松市立西小学校
- 浜松市立西部中学校

## 歴史

### 町名の由来
明治15年 鴨江小路・大堀新地・白山下の3つを合併して、新たに1町を組織したもので、町名となった「栄」は、この町が前途大いに繁栄することを祝福して名付けられた。

### 沿革
- 1882年（明治15年） - 栄町から浜松栄町に町名変更を行う。
- 1889年（明治22年）4月1日 - 町村制の施行により、敷知郡浜松町が周辺の町村と合併して敷知郡浜松町となる[WEB 7]。旧町名は浜松町の大字として残る[書籍 2]。
- 1896年（明治29年）4月1日 - 郡制の施行により、浜松町の所属郡が浜名郡に変更となる。
- 1911年（明治44年）7月1日 – 浜松町が市制施行して浜松市となる。
- 1925年（大正14年）5月1日 -  地籍整理により、大字栄から栄町へ町名変更実施。また、一部を利町及び元魚町へ割譲、大字元魚・大字三組・大字鍛冶から各一部を編入[書籍 3]。
- 2007年（平成19年）4月1日 - 浜松市が政令指定都市となる。栄町は中区の一部となる。
- 2024年（令和6年）1月1日 - 浜松市の行政区再編により、栄町は中央区の一部となる。

## 施設
- 浜松市旧浜松銀行協会・木下惠介記念館（鴨江アートスクエア）
- 学校法人青葉学園青葉幼稚園
- 毎日新聞浜松支局

## 交通

### バス
- 遠鉄バス9さなる台線、9・9-22大平台線：（浜松駅 方面 - ）教育文化会館（ - 根上り松・佐鳴台団地・医療センター／大平台1丁目方面）

### 道路
- 浜松市道旭町鴨江線（鴨江小路）

## その他

### 警察
警察の管轄区域は以下の通りである。
| 番・番地等 | 警察署         | 交番・駐在所 |
| ---------- | -------------- | ------------ |
| 全域       | 浜松中央警察署 | 東伊場交番   |

### 消防署
消防の管轄区域は以下の通りである。
| 番・番地等 | 消防署   | 本署/出張所 |
| ---------- | -------- | ----------- |
| 全域       | 中消防署 | 鴨江出張所  |

### 書籍
1. ↑  『浜松市史 三』浜松市役所、1980年3月26日、354,356頁。
2. ↑  『浜松市史 三』浜松市役所、1980年3月26日、177頁。
3. ↑  『浜松市史 三』浜松市役所、1980年3月26日、354,356頁。

### WEB
1. ↑  “h02_22.csv”.   総務省 (2022年2月10日). 2024年10月2日閲覧。
2. ↑  “chuouku_menseki.xlsx”.   浜松市 (2024年3月12日). 2024年10月2日閲覧。
3. ↑  “静岡県 浜松市中央区 栄町の郵便番号 - 日本郵便”.   日本郵便. 2025年2月15日閲覧。
4. ↑  “市外局番の一覧”.   総務省 (2022年3月1日). 2024年10月2日閲覧。
5. ↑  “事業所案内及び管轄地域（事務所3件、分室3件）”.   一般社団法人静岡県自動車会議所. 2024年10月2日閲覧。
6. ↑  “住居表示実施状況”.   浜松市 (2024年1月4日). 2024年6月13日閲覧。
7. ↑  “historyofcities.pdf”.   静岡県総務部合併推進室・財団法人静岡県市町村振興協会. 2024年10月17日閲覧。
8. ↑  “東伊場交番｜静岡県警察”.   静岡県警察 (2024年1月1日). 2024年6月17日閲覧。
9. ↑  “消防署の町別管轄「さ」／浜松市”.   浜松市 (2020年3月25日). 2024年6月17日閲覧。